# Cane da pastore belga (Groenendael)
Il cane da pastore belga Groenendael è la più diffusa delle varietà del pastore belga, una razza canina di cane da pastore riconosciuta dalla FCI (Standard N. 15, Gruppo 1, Sezione 1).
Escludendo lo standard di razza, ha molte caratteristiche in comune con le altre tre varietà meno sviluppate: il Laekenois, il Malinois ed il Tervueren.

## Storia
Il primo allevatore a selezionare una varietà di questa razza fu il signor Nicolas Rose, che aveva una femmina di nome Miss, completamente nera con macchie bianche su petto e punta dei piedi, che fece ricoprire da un maschio con lo stesso mantello, di nome Duc. Dalla prima cucciolata fu selezionato un cucciolo maschio a pelo lungo nero, che prese il nome di Duc de Groenendael: è lui lo stallone progenitore di tutti i pastori belga della varietà Groenendael.

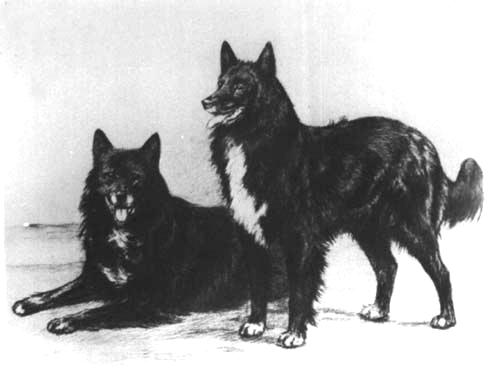
Picard d'Uccle e Duc de Groenendael

## Descrizione
La coda è ben piazzata, forte alla base e di media lunghezza. Come colore è ammesso unicamente il nero. Il pelo è corto sulla testa, sulla faccia esterna alle orecchie, sulla parte bassa degli arti, salvo che sul bordo posteriore dell'avambraccio che è guarnito di peli lunghi che si estendono al gomito alle articolazioni del metacarpo, detti frangia. Pelo lungo e liscio sul restante corpo. Coda guarnita di pelo lungo ed abbondante, formante pennacchio. Gli occhi sono di grandezza media, la forma è leggermente a mandorla, di colore brunazzo, preferibilmente scuro. Le orecchie sono di apparenza nettamente triangolare, rigide e dritte, attaccate alte, di lunghezza proporzionata, conchiglia ben arrotondata alla base. La testa è ben cesellata, lunga, a senza esagerazione e asciutta. Cranio e muso di uguale lunghezza. Muso di lunghezza media. Canna nasale dritta con assi cranio-facciali paralleli. Labbra di pelle sottile. Guance ben piatte anche se muscolose. Stop moderato, arcate sopracciliari non prominenti. Cranio di lunghezza media. 

## Carattere
È una razza molto duttile e versatile con grande efficacia nei compiti più svariati: per la guardia, la difesa, la guida per non vedenti, come cane da catastrofe, da valanga, da compagnia e, naturalmente, da pastore. Il Pastore Belga è un cane vigile e attivo, ricco di vitalità e sempre pronto all'azione. Ottimo per la guardia delle proprietà e di tutte le cose considerate sotto la sua custodia, è anche un tenace difensore del suo proprietario. Il suo temperamento vivo e vigile, unito al suo carattere sicuro, senza alcuna paura né aggressività, deve sempre apparire dall'atteggiamento del corpo e dall'espressione fiera ed attenta dei suoi occhi brillanti.

## Cure
Durante la crescita non sono necessarie cure particolari: è sufficiente alimentarlo con una dieta bilanciata che, per definizione, non richiede alcuna integrazione, specie di sali di calcio. Per quanto riguarda il mantello, deve essere spazzolato ogni due-tre settimane e bisogna togliere allo stesso tempo il pelo morto, specie nel corso della stagione estiva.

## Consigli
Il pastore belga è un cane fondamentalmente nevrile. Per questo motivo ha bisogno, più di altre razze, di una persona che sappia imporsi al suo fianco come capobranco indiscusso. È dunque importante avere con lui polso fermo e procedere ad una buona educazione di base. Si raccomanda anche un eventuale corso di addestramento, per mettere ben in luce tutte le sue potenzialità

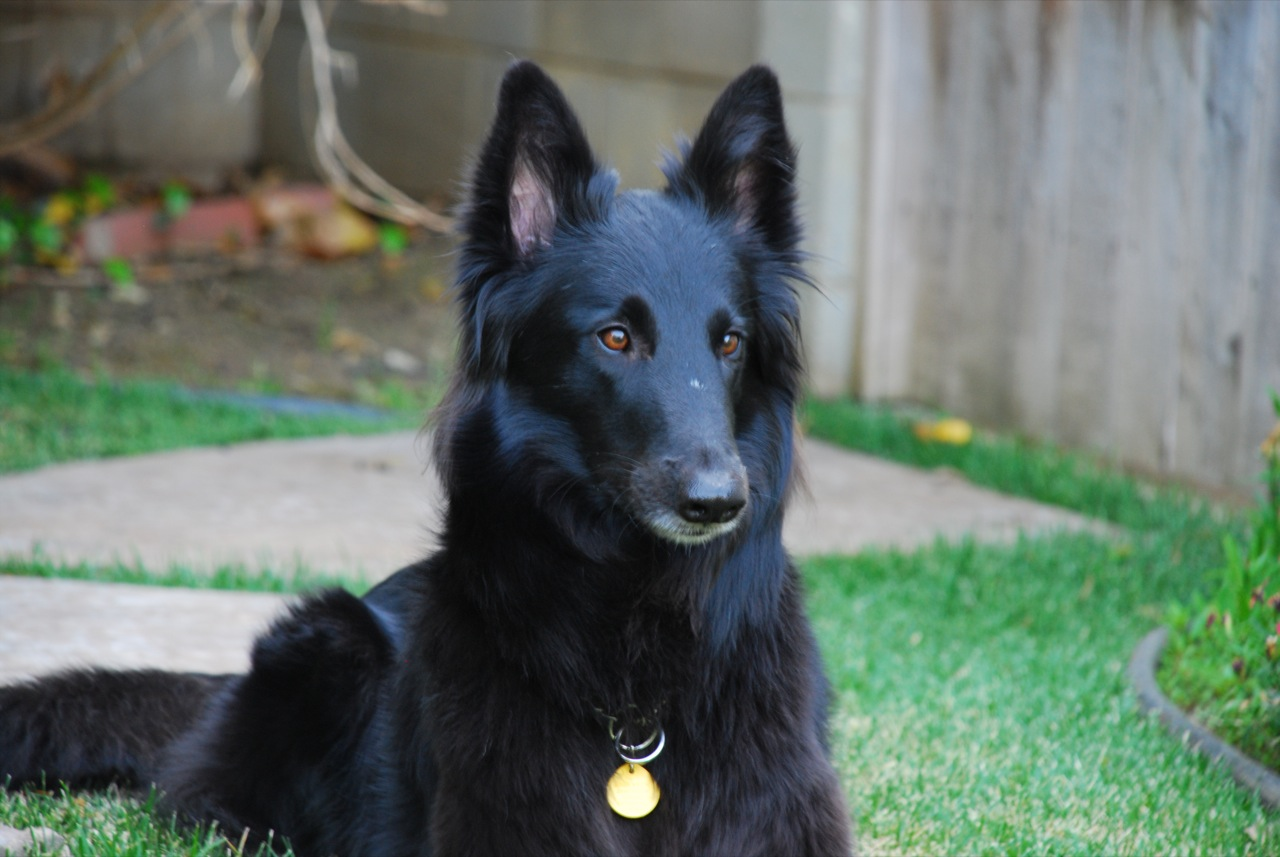
Femmina

## Diffusione
Nel 2016 sono risultati iscritti al libro genealogico dell'ENCI 1027 soggetti, in tutte le sue varietà.

## Adatto per...
- Compagnia
- Guardia
- Difesa
- Agility Dog
- Fly ball
- Obedience
- Protezione Civile